# Concattedrale di Santa Maria
La basilica concattedrale di Santa Maria è l'antica cattedrale di Sezze, dal 1986 concattedrale della diocesi di Latina-Terracina-Sezze-Priverno.

## Storia
Non siamo in grado di controllare la veridicità dell'affermazione di scrittori locali, secondo i quali sul luogo dell'attuale edificio nel corso del III-IV secolo fu costruita una prima chiesa dedicata a san Luca evangelista, che la tradizione locale ricorda come l'evangelizzatore della città e il fondatore della prima comunità cristiana.
Di certo, sappiamo che l'attuale cattedrale fu costruita nel XIII secolo sul luogo di una preesistente chiesa romanica, gravemente danneggiata da un incendio nel 1150. Una lapide nella chiesa ricorda la sua dedicazione avvenuta il 18 agosto dell'anno 1364 ad opera di fr. Giovanni da Sora, episcopus Terracinensis et Setinus.
Considerazioni eminentemente pratiche sono invece all'origine di nuovi lavori, avvenuti nella metà del XVI secolo: a causa dello sviluppo demografico e di mutati "gusti" architettonici, il vescovo Luca Cardino (1582-1594) provvide ad un radicale restauro dell'edificio, che alterò in modo significativo la sua architettura originaria: la chiesa venne così capovolta e dove prima s'innalzavano le absidi, vennero aperti i nuovi ingressi; lungo le navate laterali e sul nuovo transetto vennero costruite sette cappelle e il nuovo grande battistero. Negli anni seguenti sul nuovo altare maggiore fu collocato un baldacchino barocco in legno, eseguito nel 1673 da un intagliatore abruzzese attivo a Roma, Antonio Perone, con la mediazione dello scultore francese Jean Poiret di Nancy: ad imitazione di quello, famoso, della basilica vaticana di San Pietro, ne ripete le forme e il fascino. Il rosone originario è stato ricollocato nella facciata posteriore della cattedrale, attuale parete di fondo dell'abside maggiore.
Gli ultimi lavori furono eseguiti nel 1968-1972 a cura della competente sovrintendenza statale, con le provvidenze della Cassa per il Mezzogiorno.
La cattedrale, chiesa-madre di Sezze e della sua diocesi, in considerazione della sua antichità e dei suoi pregi artistici, è stata dichiarata monumento nazionale con regio decreto di Vittorio Emanuele III del 21 novembre 1940; con un decreto della Congregazione per i vescovi del 30 settembre 1986 ha assunto la denominazione di concattedrale: in precedenza era stata decorata da papa Benedetto XIII del titolo di basilica minore, concessione rinnovata nel 1807 dal capitolo di San Giovanni in Laterano.

## Descrizione
L'interno della cattedrale è a tre navate scandite da pilastri, con volta a vela nella navata centrale, e volte a crociere in quelle laterali.
Importante monumento artistico è il baldacchino ligneo, opera di un intagliatore abruzzese residente a Roma, Perone, del 1673; dello stesso autore è l'imponente statua lignea di san Lidano (patrono della città, i cui resti si trovano presso l'altare maggiore), collocata in una nicchia settecentesca lungo la parete di fondo dell'abside, realizzata alla fine del secolo XVIII. Lungo le pareti è stato sistemato il coro dei canonici: realizzato nel 1731 dall'intagliatore tedesco Enrico Breninch, mutilato nel 1969 per far posto ad un organo "Fedeli" dono di papa Paolo VI e proveniente dalla Villa pontificia di Castel Gandolfo, il coro è stato restaurato e ricollocato al suo posto nel 2013. Risale invece al 1734 la decorazione attuale dell'altare maggiore, edificato a ridosso del baldacchino e sovrapposto al sepolcro di san Lidano: venne realizzato a spese del Capitolo dei canonici e con un notevole contributo economico del cardinale Pietro Marcellino Corradini.
Di fianco alla cappella dell'abside, sulla sinistra si apre la cappella del Santissimo Sacramento, decorata da un altare ligneo del secolo XVII, mentre sulla destra c'è la cappella del Ss.mo Salvatore o del coro d'inverno dei canonici: restaurato nel 2014, il coro ligneo che vi trova posto è stato eseguito nel secolo XIX da un ebanista locale, Vincenzo Bernardi, a spese di mons. Ercole Domenico Boffi, vescovo di Bagnoregio, antico canonico penitenziere della cattedrale.
Una delle cappelle laterali  - già dedicata alla Madonna degli orfani il cui quadro (realizzato nel 1602) è del pittore bolognese Alessandro Bencivenga -  è stata dedicata nel 1962 a san Carlo da Sezze, canonizzato da papa Giovanni XXIII nel 1959; al suo interno, in una nicchia, sono conservati i resti del venerabile francescano fra Bonifacio da Sezze (1747-1799), ivi traslati nel 1999.

## Presenza Online
E' presente ora un Discord (League of Sezze) dedicato all'adorazione della chiesa e dei patroni San Carlo da Sezze e San Lidano, la quale ha riscosso un mastodontico successo tra gli abitanti della città di Sezze.